# Jawor (miasto)
Jawor (niem. Jauer) – miasto w Polsce, w województwie dolnośląskim, siedziba władz powiatu jaworskiego. Leży historycznie na Dolnym Śląsku. Jawor uzyskał lokację miejską w 1242 roku.
W latach 1954–1971 miasto było siedzibą władz gromady Jawor, ale nie należało do niej. W latach 1975–1998 miasto należało administracyjnie do województwa legnickiego.
Jawor jest położony nad Nysą Szaloną, Jawornikiem i Paszówką, w środkowej części Dolnego Śląska, na Równinie Jaworskiej, będącej częścią Równiny Chojnowskiej.
Według danych GUS z 1 stycznia 2023 r. miasto miało 20 853 mieszkańców (204. miejsce w kraju). Jego powierzchnia wynosi 18,8 km² (319. miejsce w kraju), a gęstość zaludnienia 1109,2 osób/1 km² (19. miejsce w województwie).

## Nazwa

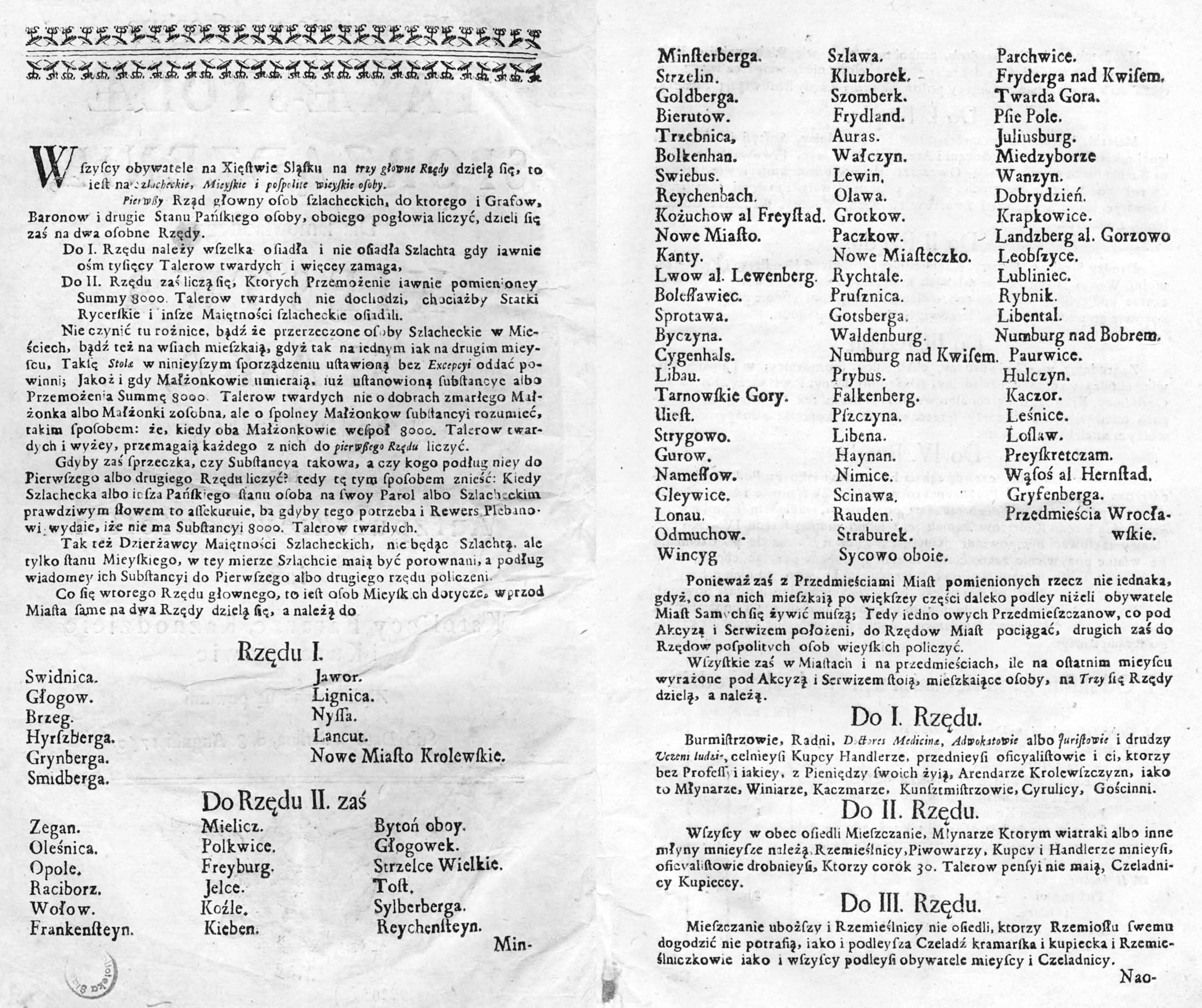
Jawor wśród innych nazw śląskich miejscowości w urzędowym pruskim dokumencie z 1750 r. wydanym w języku polskim w Berlinie.

Miejscowość wzięła swoją nazwę od polskiej nazwy drzewa jawor (łac. Acer pseudoplatanus), które jest drzewem rozpowszechnionym w Sudetach. Wykaz Die schlesischen Ortsnamen, ihre Entstehung und Bedeutung pod redakcją Heinricha Adamy’ego, wydany w 1888 r. we Wrocławiu, wymienia znaną od 1159 r. starą nazwę miasta – Jawor, podając jej znaczenie jako Ahornstadt (pol. miasto jaworów).
Najstarsza znana wzmianka nazwy miasta pochodzi z XI wieku – pod datą 1008 r. Thietmar opisuje przemarsz wojsk króla niemieckiego Henryka II Świętego przez miejscowość Jaura in Zlezie w trakcie niemieckiej ekspedycji militarnej prowadzonej na ziemiach Ślężan, Trzebowian i Dziadoszan, podczas wojen z Bolesławem I Chrobrym o Łużyce.
W 1133 r. miasto notuje się pod nazwą Jawr, w 1203 r. – Jawor. Do XVI w. nazwę miasta zapisywano po łacinie w różnych formach: Iavor, Iavr, Javr, Javor, Jaur, Jaura, Jawer, Jauor. Używano również nazwy w oryginalnym słowiańskim brzmieniu, czego dowodzi obraz w kościele św. Marcina w Jaworze, zawierający w swej treści m.in. widok Jawora z 1562 r. i polską formę nazwy Jawor. Forma Iawor została użyta w dokumencie z 1248 roku, sygnowanym przez Bolesława II Rogatkę, a także Henryka III Białego, a w dokumencie z 1277 r. użyto nazwy Iaver. W 1295 r. w łacińskiej Liber fundationis episcopatus Vratislaviensis miasto odnotowano pod nazwą Jawor. W 1475 r. w łacińskich Statuta Synodalia Episcoporum Wratislaviensium w odniesieniu do miejscowości pojawia się zapis Jaworensis. W roku 1613 śląski regionalista i historyk Mikołaj Henel z Prudnika wymienił miejscowość w swoim dziele o geografii Śląska pt. Silesiographia podając jej łacińską nazwę: Iavoria.
Niemiecka forma nazwy miasta Jauer była zgermanizowaną formą słowiańskiej pierwotnej nazwy. Jeszcze w 1750 r. polska nazwa Jawor wymieniona jest w języku polskim przez Fryderyka II Wielkiego pośród innych miast śląskich w zarządzeniu urzędowym wydanym dla mieszkańców Śląska. Nazwa ta stała się urzędową nazwą miasta dopiero w XVII–XVIII wieku, po ostatecznym podboju Śląska przez Prusy w 1763 r. w wyniku wojen śląskich z Austrią. Słownik geograficzny Królestwa Polskiego podaje nazwę Jaworz, a Jawor to określenie dawniejsze.
W 1945 r. używano przejściowo nazwy Jaworów. 7 maja 1946 r. ustalono polską nazwę miejscowości – Jawor.

## Historia

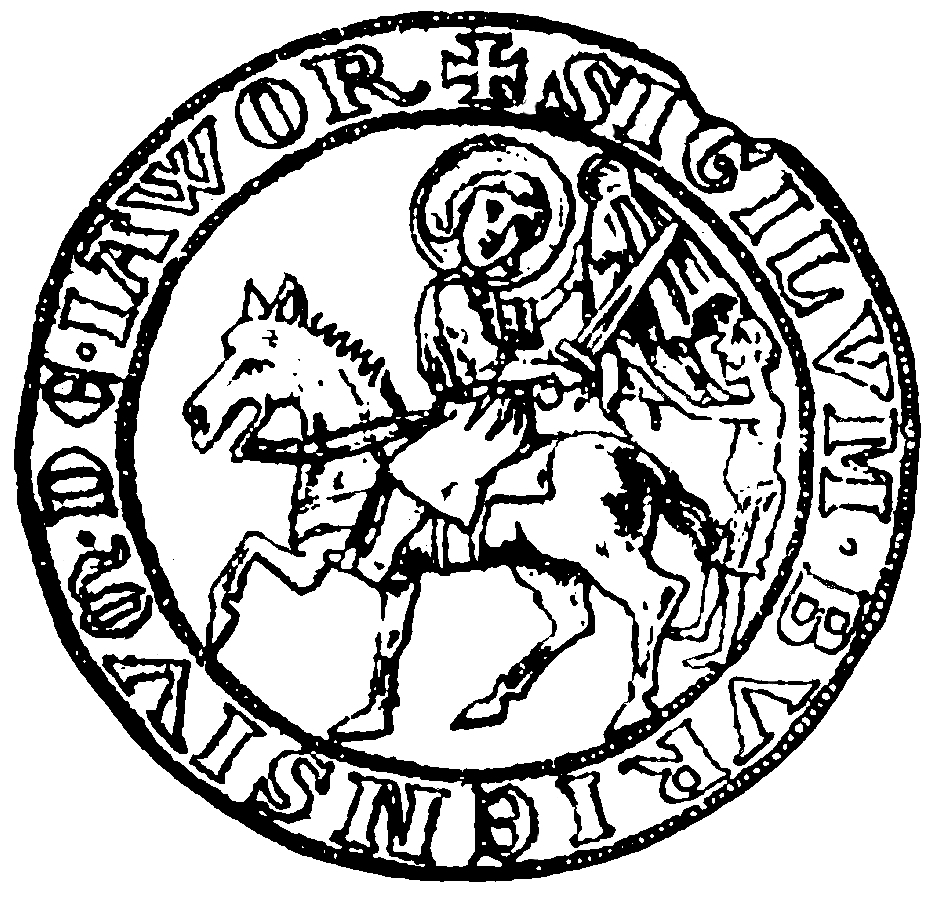
Pieczęć miejska z XII w. z polską nazwą Jawor.

Archeologicznie udowodnione osadnictwo na tym terenie sięga czasów neolitu ok. 5000 lat p.n.e. Temu okresowi aż po wędrówkę ludów (ok. 500 n.e.) poświęcona jest tematyczna ekspozycja w Muzeum Regionalnym w Jaworze. Najwięcej eksponatów archeologicznych pochodzi z okresu, kiedy ziemie te znajdowały się pod wpływem kultury łużyckiej – (lata ok. 1300–300 p.n.e.). Na przełomie XIX i XX w. odkryto wzdłuż linii kolejowej na odcinku Stary Jawor – Brachów cmentarzysko popielnicowe. W latach 1880–1910 wydobyto w tym miejscu ponad 1000 urn z prochami zmarłych. W zbiorach jaworskiego muzeum znajduje się także replika złotego diademu, wykonanego z blachy, odkrytego w okolicach miejscowości Męcinka (Mnisi Las), związanego z kręgiem śródziemnomorskiej kultury mykeńskiej. We wczesnym średniowieczu prawdopodobnie istniała tu osada słowiańska, co potwierdza nazwa Stary Jawor, która jest obecnie częścią miasta Jawor, a także legenda o pogańskiej bogini Javarze, wspominanej przez kronikarzy. Wyobrażono ją w alegorii zgody na zachodnim witrażu w sali rajców miejskich w miejscowym ratuszu.

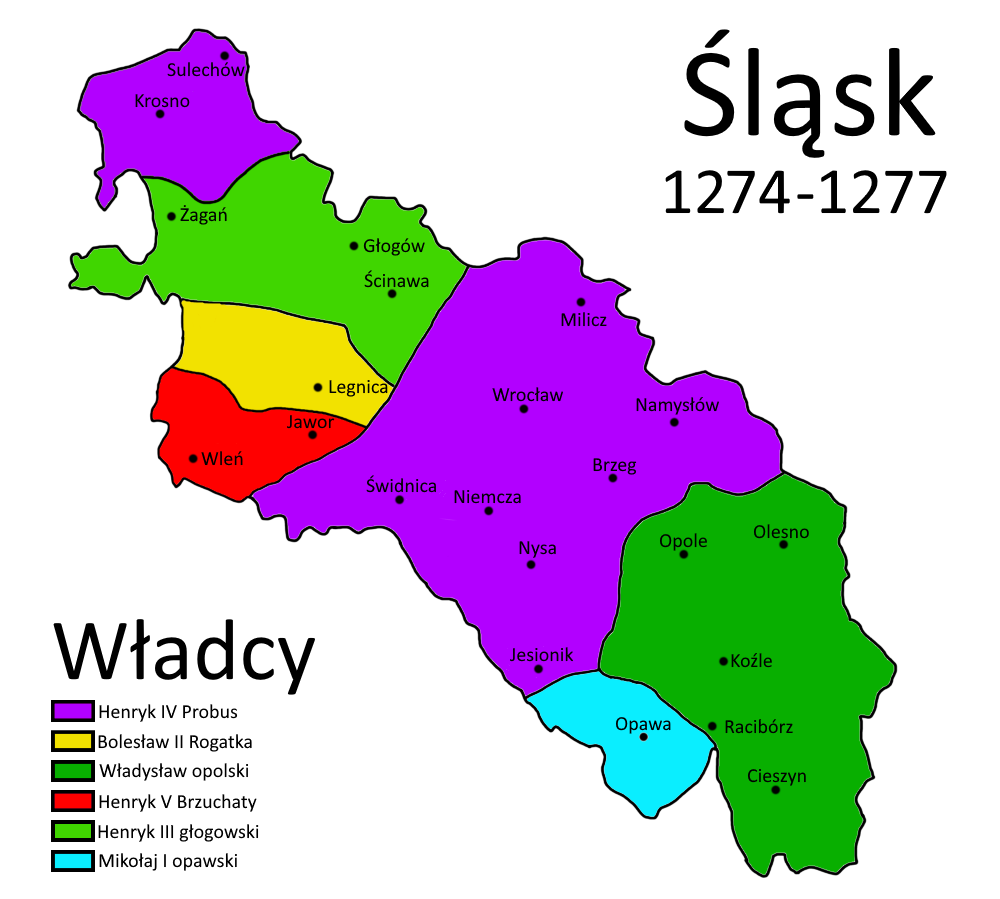
Księstwo jaworskie pod rządami Henryka V Brzuchatego (czerwony kolor)

W czasach późniejszych Jawor był centralnym grodem słowiańskiego plemienia Trzebowian. Należał do rodu Piastów świdnicko-jaworsko-ziębickich – bocznej linii śląskiej gałęzi dynastii Piastów. W 1203 r. wybuchł pożar – spłonęła wówczas cała drewniana zabudowa osady. Nie ostał się też ośrodek kultu pogańskiego na Barciszowej Górze obok Jawora. W 1230 r. w miejscowości Borek, obok Jawora, miał się urodzić polski fizyk, matematyk i filozof Witelon. Pierwsza pisana wzmianka o Jaworze pochodzi z dokumentu wydanego przez kancelarię księcia Bolesława II Rogatki w 1242 roku, gdzie jako świadek wymieniony jest Walenty, proboszcz z Jawora.
Nie wiadomo dokładnie, kiedy Jawor otrzymał prawa miejskie, ponieważ nie zachował się akt lokacyjny. Jawor stał się stolicą Księstwa jaworskiego, które zostało utworzone ok. 1274 r. przez Bolesława II Rogatkę. Wydzielił  swojemu najstarszemu synowi, Henrykowi V Brzuchatemu, własną dzielnicę, obejmującą takie miasta: Jawor, Bolków, Kamienna Góra, Lubawka, Lwówek Śląski i Świerzawa.
Rozwój miasta,  gospodarczy i terytorialny, przypadł na lata rządów księcia Bolka I Surowego od 1278 r. także księcia jaworskiego. Po jego śmierci księstwo rozpadło się na trzy części. W 1312 r. jaworska dzielnica przypadła drugiemu synowi Bolka I Surowego, księciu Henrykowi I jaworskiemu, który nadał miastu liczne przywileje, m.in. prawo do warzenia piwa, prawo mili (1326) i przywilej wolnego handlu solą (1329). Ok. 1300 miasto otoczono murami, w 1372 nastąpiło wykupienie wójtostwa, a rok później powstał cech sukienników. Do 1392 r. Jawor wchodził w skład samodzielnego księstwa piastowskiego. Po śmierci Bolka II Małego w 1368 r. księstwo świdnicko-jaworskie dostało się, jako oprawa wdowia, w ręce Agnieszki Habsburskiej i dopiero po jej śmierci w 1392 r. zostało połączone z Koroną Czeską. Zostało niezależne najdłużej ze wszystkich księstw śląskich, utrzymując do tego roku swą samodzielność. Po okresach wojen husyckich nastąpił okres świetności miasta, które zamieszkiwało wtedy ponad 3000 osób. Jawor pełnił w tym okresie funkcję ośrodka administracyjnego, do którego zjeżdżano się na sejmiki księstw świdnickiego i jaworskiego. W 1420 r. z miasta wypędzono miejscową gminę żydowską. Po okresie stagnacji ożywienie nastąpiło na początku XVI w. i sprawiło, że Jawor stał się głównym ośrodkiem tkactwa lnu na Dolnym Śląsku. Ożywił się również handel, odbywały się dwa targi tygodniowo i trzy jarmarki rocznie. W latach 1510–1559 powstał drugi pierścień murów miejskich, a w 1546 kamienny most na Nysie. W 1516 miało miejsce powstanie ludowe przeciwko patrycjatowi, od 1526 nastąpił rozwój ruchów luterańskich. Miasto niszczyły epidemie i pożary, największy w 1580 zniszczył znaczną część zabudowy. Kolejne zniszczenia przyniosła wojna trzydziestoletnia. W 1648 na stacjonujący w mieście niewielki garnizon szwedzki napadł oddział cesarskiego płka Villamiego. Po zwycięskiej walce cesarscy żołnierze podpalili miasto w 16 miejscach. Z pożaru ocalały pojedyncze budynki, ratusz, dwa kościoły i klasztor, a liczba mieszkańców zmalała dziesięciokrotnie do poziomu 150 osób. Z czasem w odradzającym się mieście nastąpił rozwój drukarstwa, a w 1726 uruchomiono pocztę konną.

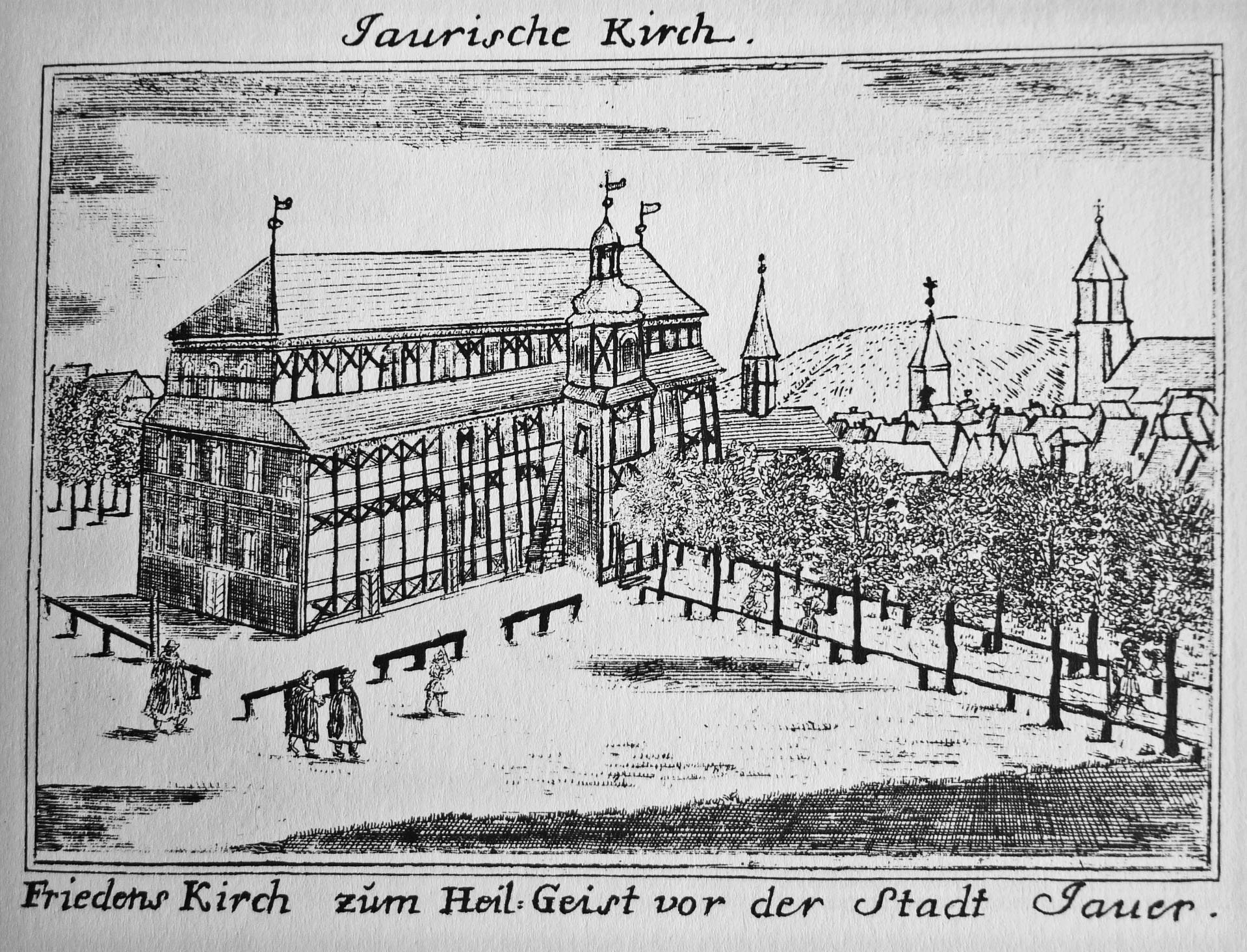
Friedrich Bernhard Werner z cyklu „Śląskie domy modlitwy” (1748 – 52) – Kościół Pokoju w Jaworze (XVII w.)

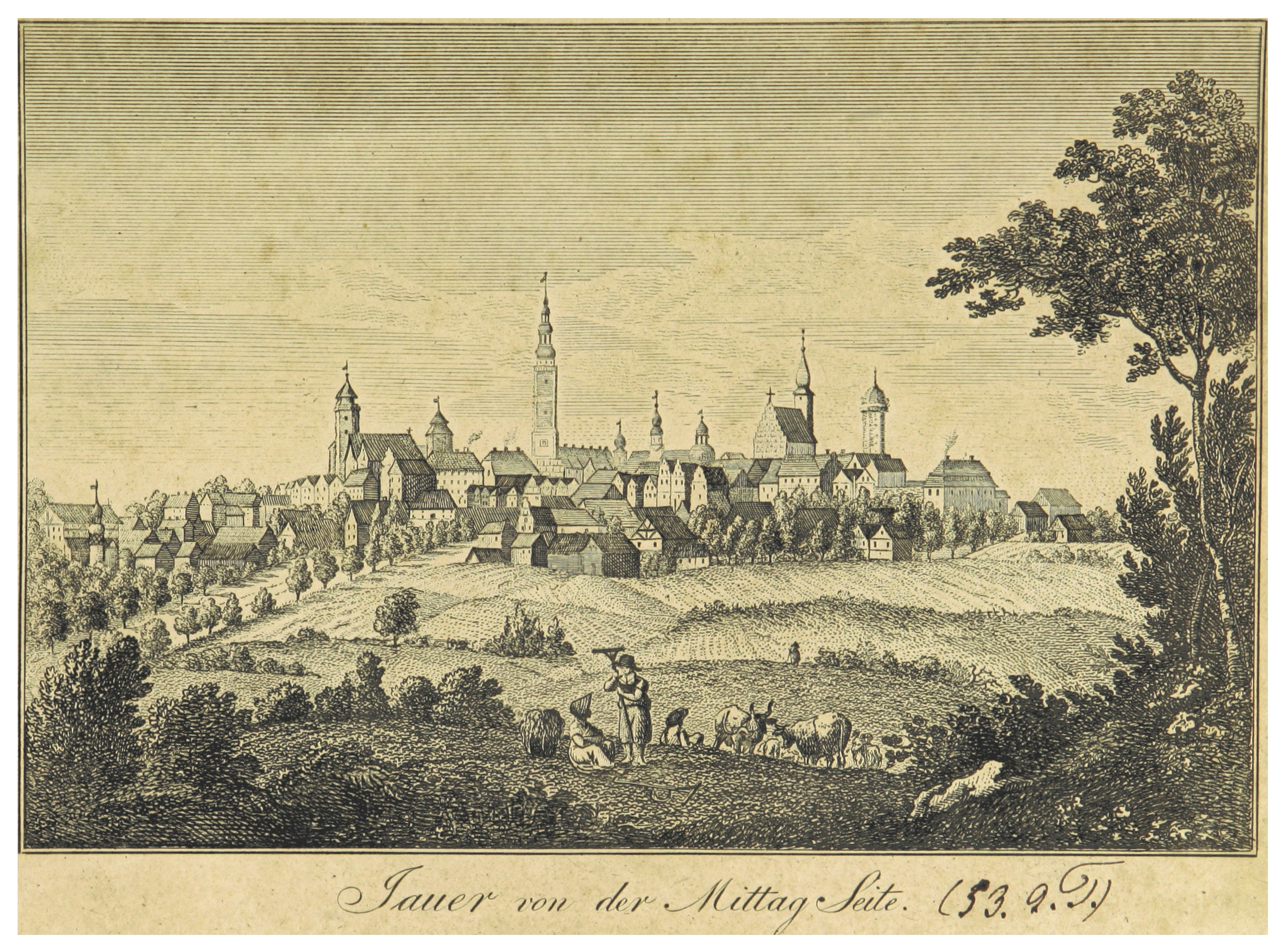
Jawor, 1819 r.

Jawor, 1920 r.

W wyniku wojen śląskich (1740–1763) Jawor dostał się pod panowanie Prus, a nowy król, Fryderyk II Wielki, zreformował administrację w mieście, czyniąc Jawor miastem powiatowym. W XIX wieku rozwój miasta był stały, bez zakłóceń, w 1862 r. zainstalowano oświetlenie gazowe (zamienione na elektryczne w 1911 roku). W latach 1856–1902 przeprowadzono linię kolejową m.in. do Legnicy, Jaworzyny Śląskiej, Roztoki i Malczyc. Przy tejże linii powstały zakłady Wolffa (później Kuźnia Jawor SA) i cukrownia. W 1849 r. powstała w Jaworze Loża Masońska św. Marcina pod Trzema Złotymi Kłosami (niem. Loge St. Martin zu den drei goldenen Aehren in Jauer) w nawiązaniu do świętego patrona miasta. W 1866 wyburzono bramy miejskie, w 1895 pożar zniszczył najstarszą zabudowę.
W 1940 r. w Jaworze mieszkało ponad 13 000 osób. W 1945 r. miasto zdobyły oddziały 9. Korpusu Zmechanizowanego i 3 Gwardyjskiej Armii Pancernej Armii Czerwonej. Jawor przejęty został przez administrację polską w kwietniu 1945 roku. W mieście po II wojnie światowej, stacjonował 15 batalion samochodowy Armii Czerwonej. W miejscowości działały zakłady garbarskie, cukrownia, Kuźnia Jawor, Fabryka Wyrobów Metalowych i Zakłady Chemii Gospodarczej. W latach 1958–1959 wschodnią i częściowo północną pierzeję rynku oczyszczono z pozostałości zrujnowanej dawnej zabudowy i w latach 1961–1964 uzupełniono współczesnymi budynkami według projektu Stanisława Koziuczuka oraz Marii i Stefana Müllerów.
Do Jawora przyłączono miejscowość Stary Jawor, która obecnie jest jedną z dzielnic miasta. Po jej przyłączeniu Jawor przesunął swe granice w stronę północno-zachodnią i sięga na zachód w okolice zalewu Słup, a na północ w okolice miejscowości Małuszów (dokładniej stacja benzynowa i oczyszczalnia ścieków).

## Zabytki

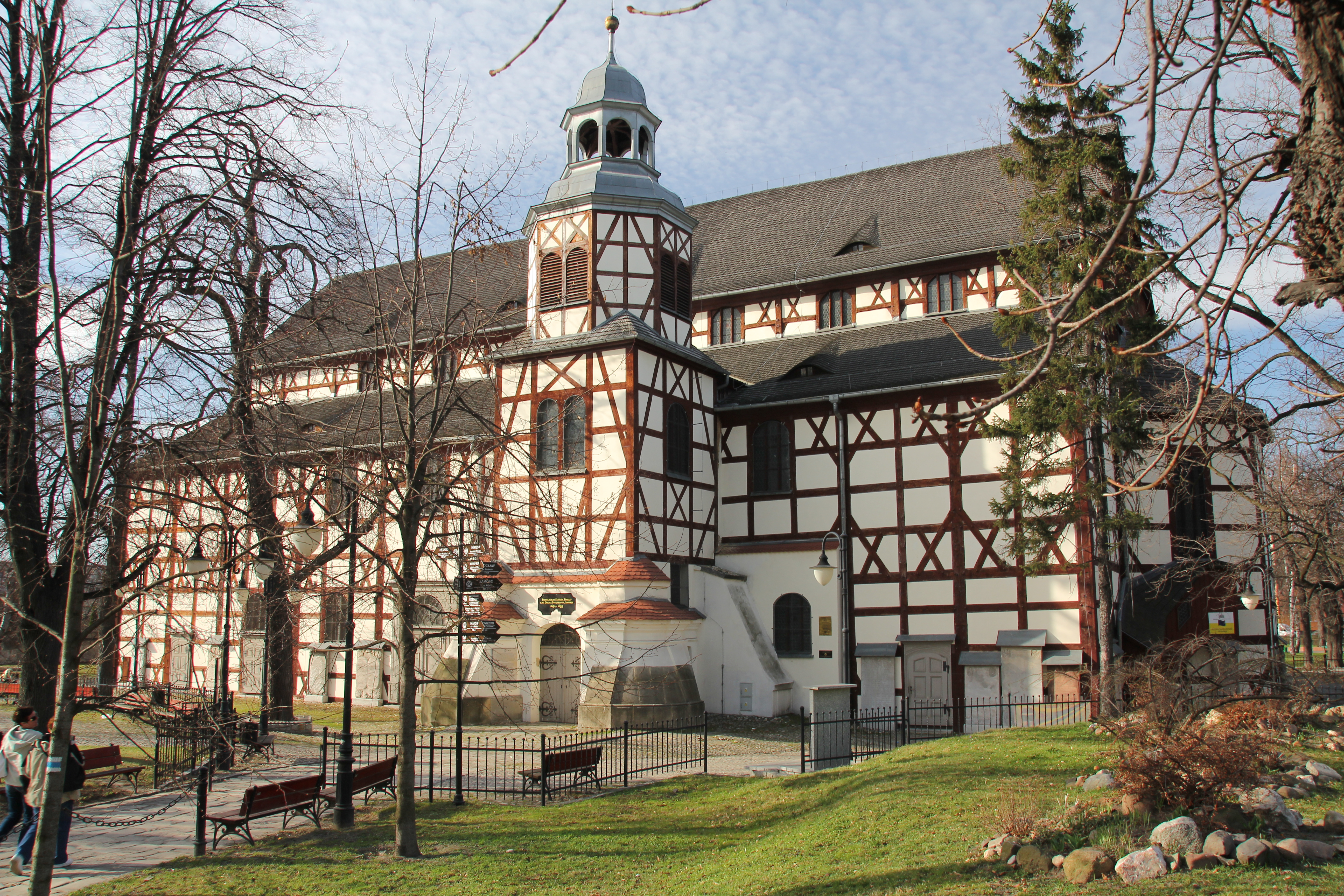
Jawor – ewangelicki Kościół Pokoju zaliczony do światowego dziedzictwa zabytków kultury UNESCO

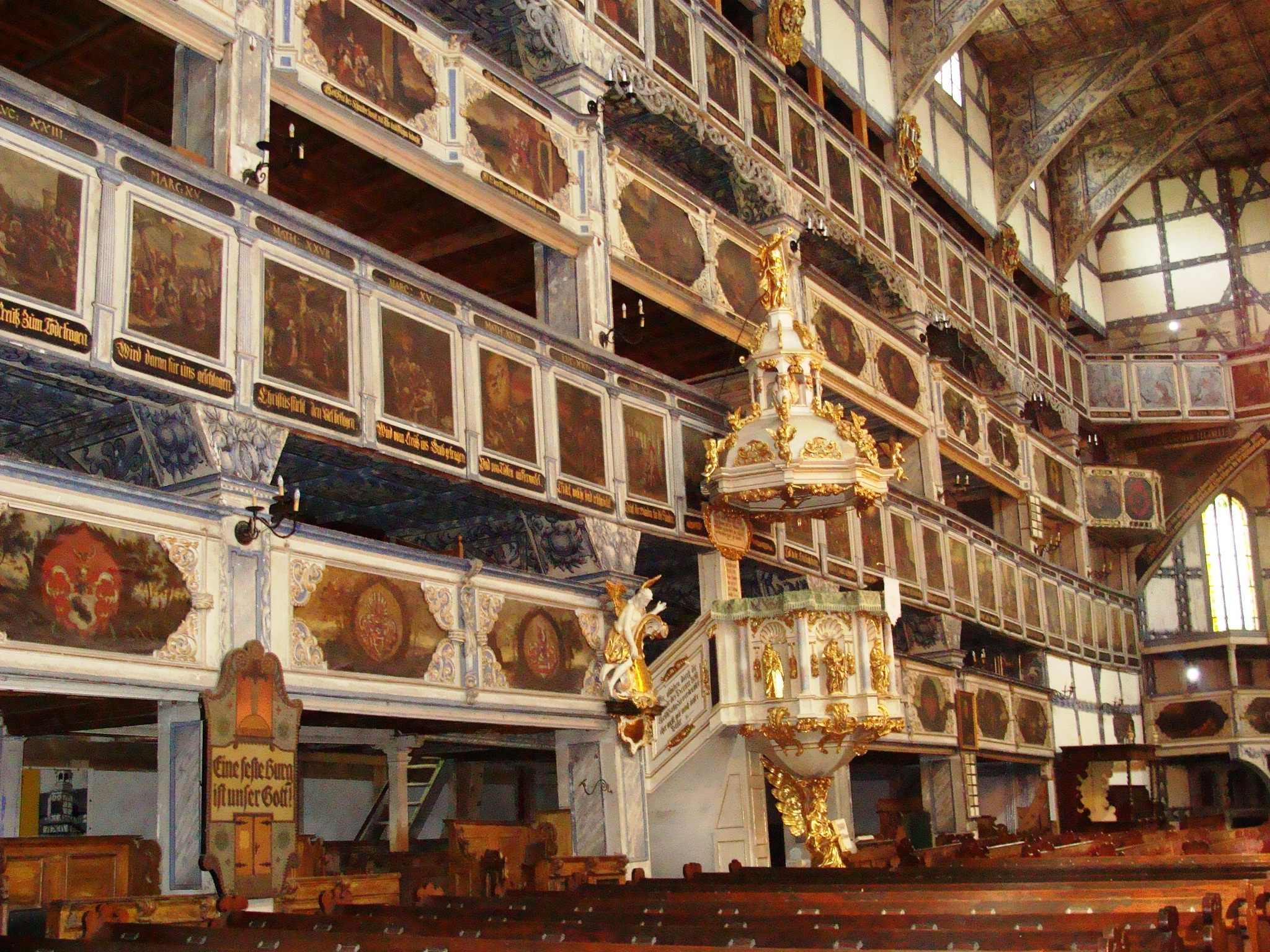
Kościół Pokoju – wnętrze

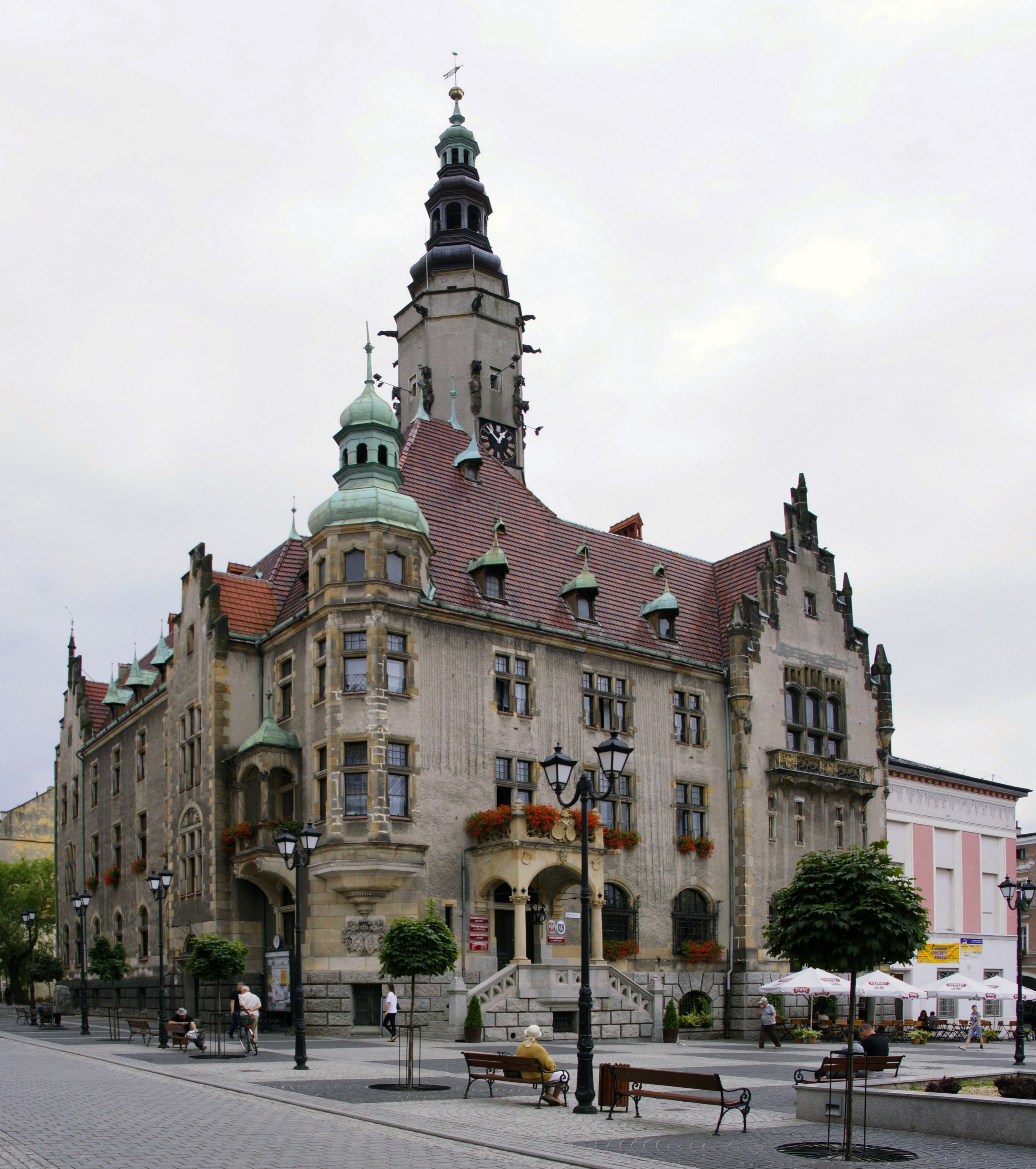
Ratusz

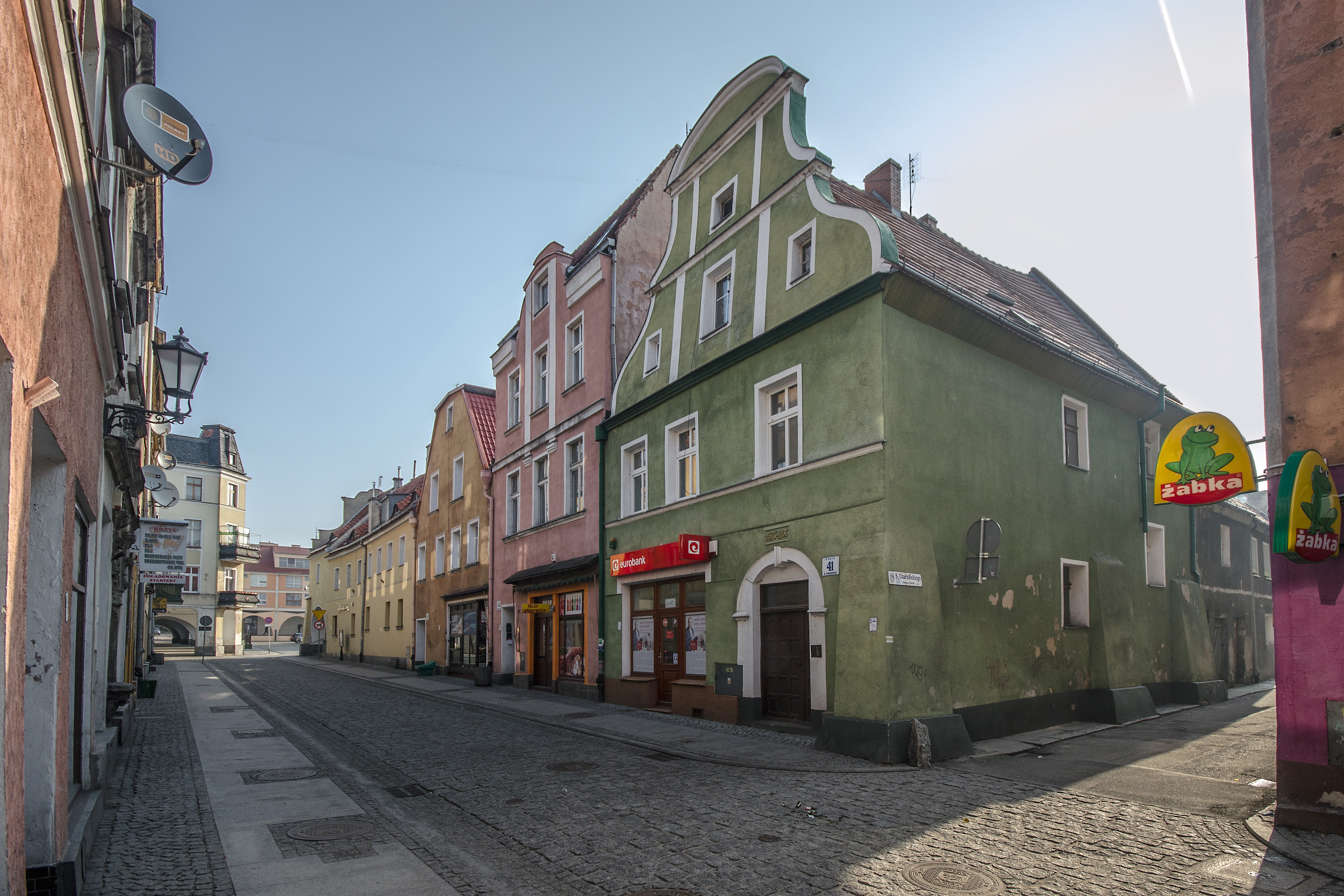
Domy przy ul. Chrobrego 4, 7, 14 (d.41), (z XVI w. i XVIII-XX w.)

Do wojewódzkiego rejestru zabytków wpisane są obiekty:
- ośrodek historyczny miasta
- kościół parafialny pw. św. Marcina – gotycki kościół z XIII wieku-XIX wieku ze wspaniałym manierystycznym portalem z lat 1615–1617, pl. Kościelny
- cmentarz kościelny
- szkoła parafialna, obecnie plebania, z XVI w., przełom XIX i XX w., ul. Marcina 1
- kościół pomocniczy pw. św. Barbary, ul. Lipowa 2, z XV w., XVIII w.
- kaplica p. w. św. Wojciecha, dawniej jaworska synagoga, ul. Czarnieckiego, z XIV w., k. XIX w.
- zespół Kościoła Pokoju, ul. Limanowskiego 40:
  - ewangelicki Kościół Pokoju szachulcowy, z lat 1654–1656, 1709 r., wpisany w 2001 na listę światowego dziedzictwa UNESCO z racji dużego znaczenia dla kultury i dziedzictwa ludzkości
  - dawny cmentarz przy kościele, obecnie miejski „Park Pokoju”, z drugiej połowy XVII w., 1867 r., 1970 r.
  - pastorówka, szachulcowa, ul. Park Pokoju 2, z połowy XVII w.
- kościół klasztorny beginek, obecnie zbór zielonoświątkowców, ul. Żeromskiego 11, z połowy XVIII w.
- zespół klasztorny oo. bernardynów, obecnie muzeum, ul. Klasztorna 2:
  - kościół pw. NMP, z końca XV w., 1520 r.
  - klasztor, z XV w., 1820 r. obecnie Muzeum Regionalne
- cmentarz parafialny św. Marcina, ul. Kuziennicza, z końca XVIII w.
- dawny cmentarz żydowski, z początku XIX w.
- zamek piastowski zbudowany około 1224 r. za czasów  Radosława z Bolesławca, uznawanego przez część historyków za kasztelana jaworskiego. Od połowy XIII wieku zamek był siedzibą książąt jaworskich a później świdnicko-jaworskich. W 1392 r. po śmierci księżnej Agnieszki, żony Bolka II Małego, zamek przejęli starostowie królów czeskich. W 1490 r. gościł tutaj król czeski Władysław Jagiellończyk, a niespełna 200 lat później Marysieńka Sobieska. Od 1742 r. z przejęciem Śląska przez Prusy zamek stał się zakładem pracy przymusowej i więzieniem (do 1956 r.). Kompleks zamkowy ma powierzchnię użytkową 6072 m² i kubaturę 18 500 m³
- mury obronne – miejskie, z XIII–XV w.
- basteja Anioła przy kościele parafialnym z 1540 r.
- baszta
- wieża baszty – bramy strzegomskiej, z XIV–XV w.
- ratusz z wieżą – pierwsze wzmianki o Jaworskim ratuszu pochodzą już z 1373 roku, drugiej poł. XIV w., wielokrotnie przebudowywany, modernizowany, obecny gmach w stylu neorenesansu niderlandzkiego wybudowany został w latach 1895–1897. Średniowieczna  wieża o wysokości 61 m,  posiada przy szczycie osiem posągów książąt i rycerzy umieszczonych tamże w XIV wieku. W budynku mieści się Kawiarnia „Ratuszowa”, Rynek
- teatr miejski, z XVIII w., 1875 r., 1925 r., Rynek
- willa z ogrodem, dawna loża wolnomularska, ul. Armii Krajowej 7, z lat 1869–1871, 1898 r.
- dom, ul. Barbary 8, z początku XIX w.
- domy, ul. Chopina 3, 12, z XVIII–XX w.
- domy, ul. Chrobrego 4, 7, 14 (d. 41), z XVI w., XVIII–XX w.
- dom, Czarnieckiego 10, z XVI w.
- dom, ul. Kościelna 10, z 1564 r., XVIII w., XX w.
- domy, ul. Legnicka nr 2 (d. 4) z 1600 r., XX w.; nr 12 z 1800 r., XX w.
- domy, ul. Lipowa 4 i 5, z 1800, XX w.
- domy, Rynek 3, 7, 11,12, 13, 14, 15, 16, 17, 18, 19, 21, 22, 23, 24, 33, 34, 35, 36, 37, z XVI–XIX/XX w.
- dom, ul. Staszica 1, 4, z XVII–XX w.
- dworzec kolejowy, ul. Dworcowa, z drugiej połowy XIX w.
- zespół cukrowni „Jawor”, ul. Starojaworska 104, z k. XIX w., 1927 r.

inne zabytki:
- Monolitowe krzyże kamienne na dziedzińcu banku PKO BP[potrzebny przypis],
- kamienica przy ul. Legnickiej 3 z portalem z lat 1617–1619 autorstwa głogowskiego rzeźbiarza Johanna Pola[potrzebny przypis].

## Demografia
Według danych z 1 stycznia 2023 r. w Jaworze mieszkało 20 853 osoby.
Według danych z 31 grudnia 2013 r. w Jaworze mieszkało 23 937 osób.
| 31 XII 2013                       | Ogółem | Ogółem | Kobiety | Kobiety | Mężczyźni | Mężczyźni |
| --------------------------------- | ------ | ------ | ------- | ------- | --------- | --------- |
| Jednostka                         | osób   | %      | osób    | %       | osób      | %         |
| Populacja                         | 23 937 | 100    | 12 413  | 51,9    | 11 524    | 48,1      |
| Gęstość zaludnienia [mieszk./km²] | 1273,2 | 1273,2 | 660,3   | 660,3   | 613,0     | 613,0     |

Według danych z 31 marca 2011 r. w Jaworze mieszkało 24 340 osób. Według danych z 30 czerwca 2010 r. w Jaworze mieszkało 23 820 osób. Według danych z 31 grudnia 2007 r. w Jaworze mieszkało 24 120 osób.
Piramida wieku mieszkańców Jawora w 2014 roku.

## Gospodarka
W mieście dominuje branża chemiczna, metalowa, spożywcza. Do większych zakładów należą:
- Kuźnia Jawor SA[33]
- Mercedes-Benz Manufacturing Poland – fabryka silników i baterii elektrycznych należąca do koncernu Mercedes-Benz Group AG[34]
- Fabryka Chemii Gospodarczej Global-Pollena
- Zakład Mechaniczny Agromet Jawor
- Metal – Jawor Sp. z o.o.
- Landmann Polska Sp. z o.o.
- Pionier S.A.
- Javor-Home Sp.z o.o.
- Agroma Sp.z o.o.
- ARKAS Sp z o.o.
- Spółdzielnia Inwalidów Inprodus
- Theriontech Sp. z o.o. (dawniej Waterius) – producent wody mineralnej „Jaworowy Zdrój”, czerpanej z tzw. studni św. Jadwigi – według tradycji, źródło wody mającej mieć niezwykłe właściwości wybiło w miejscu noclegu księżnej[35]

Do 1990 r. istniała w Jaworze fabryka-oddział Diory oraz Fabryka Wyrobów Metalowych.

## Struktura powierzchni
Według danych z roku 2023 Jawor ma powierzchnię 18,8 km² (319. lokata w kraju), w tym: użytki rolne: 66%, użytki leśne: 0%.
Miasto stanowi 3,23% powierzchni powiatu.

## Transport

### Transport drogowy
- S3E65
- 363
- 374

### Transport kolejowy
- linia kolejowa nr 137
- linia kolejowa nr 315
- linia kolejowa nr 331

### Publiczny transport zbiorowy
Przez stację kolejową Jawor kursują pociągi spółki Koleje Dolnośląskie organizowane przez urząd marszałkowski województwa dolnośląskiego. Przez miasto prowadzi linia D5 Legnica – Dzierżoniów – Kłodzko – Kudowa-Zdrój. Połączenia w głąb kraju są możliwe z przesiadkami w Legnicy lub Jaworzynie Śląskiej (najbliższe stacje węzłowe).
Siedzibę w Jaworze posiada spółka Przedsiębiorstwo Komunikacji Samochodowej „Trans-Pol” powstałe na bazie lokalnych struktur dawnej Państwowej Komunikacji Samochodowej. Firma prowadzi linię Jawor plac Zamkowy – Legnica ul. Dworcowa.
Od 20 grudnia 2017 r. po Jaworze kursują autobusy komunalnej Jaworskiej Komunikacji Miejskiej. Przejazd autobusami komunikacji miejskiej jest nieodpłatny.

## Kultura

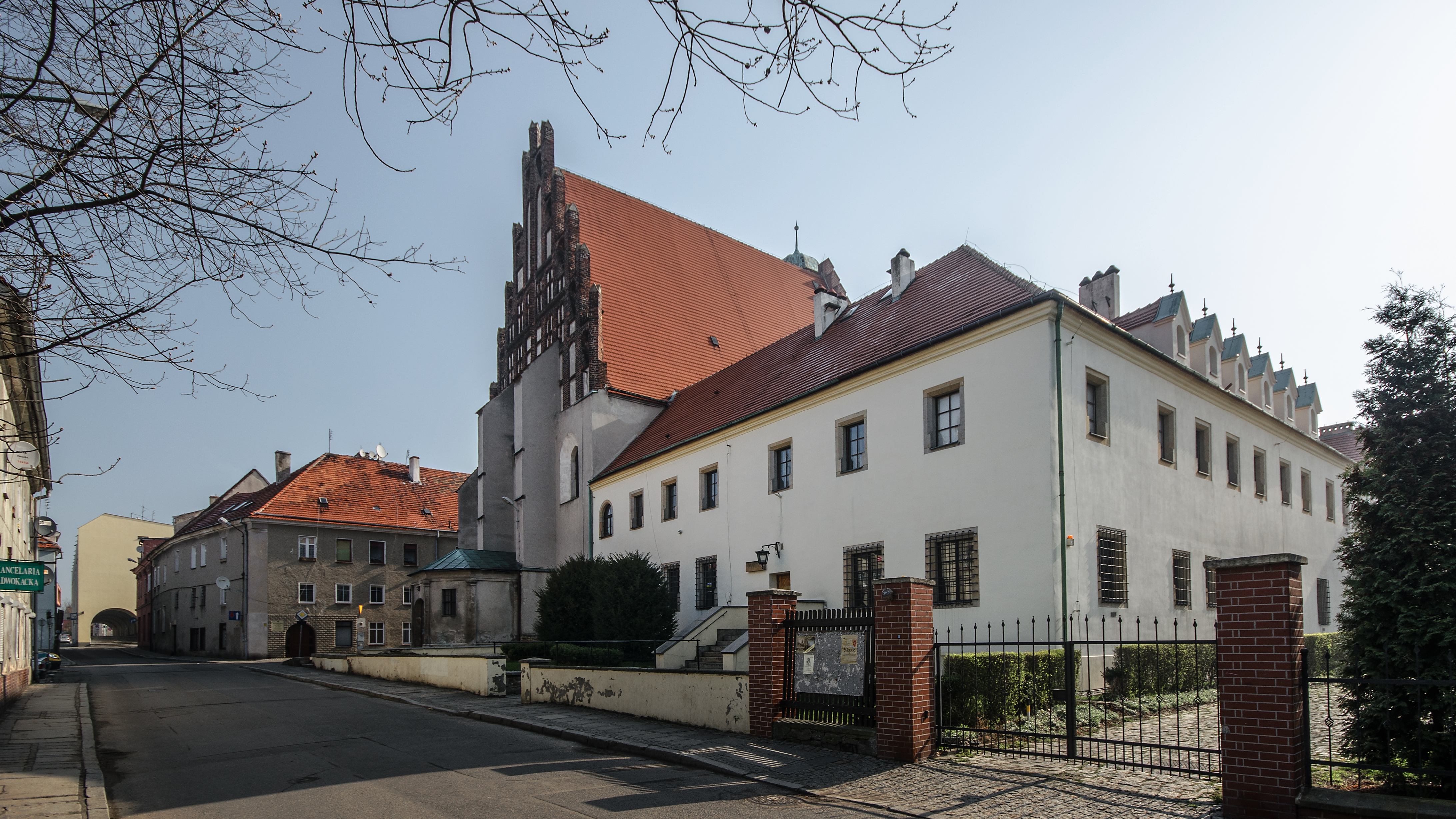
Zespół poklasztorny bernardynów, obecnie Muzeum Regionalne

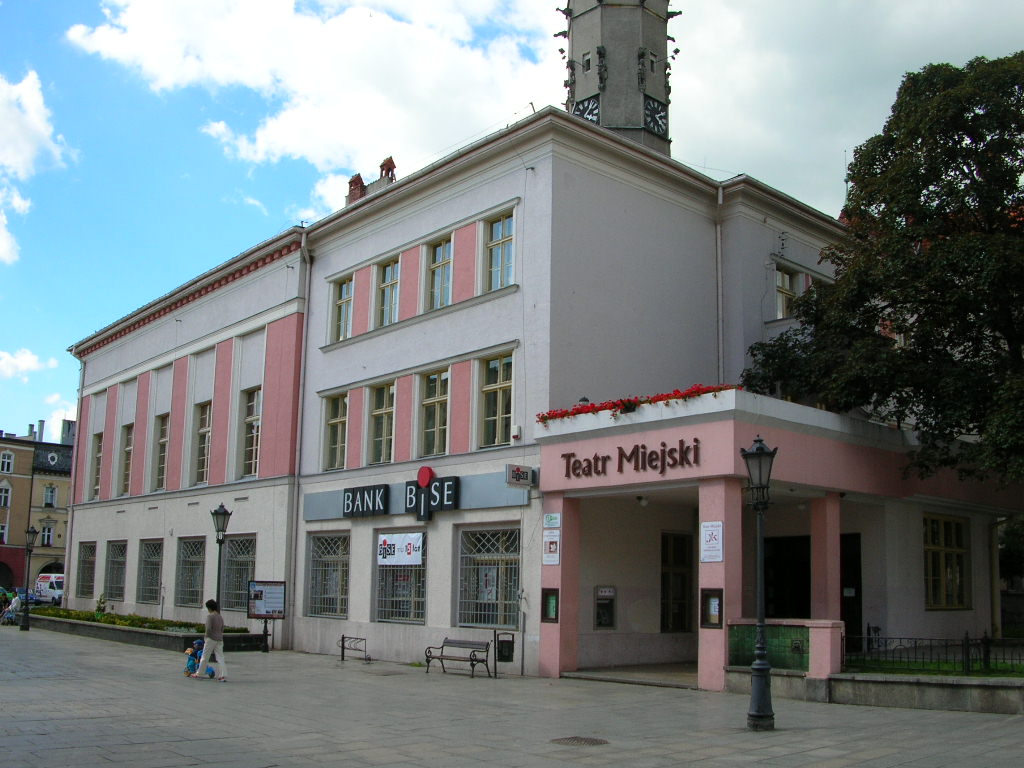
Budynek Teatru Miejskiego

Do instytucji kultury w mieście należą:
- Muzeum Regionalne – muzeum mieści się w dawnym klasztorze bernardynów, gdzie mieszczą się interesujące zbiory, głównie dary mieszczan jaworskich, instytucji kościelnych oraz Bractwa Strzeleckiego. Od 1994 roku mieści się tutaj także Galeria Śląskiej Sztuki Sakralnej, gdzie prezentowane są dzieła sztuki rzeźbiarskiej i malarskiej.
- Jaworski Ośrodek Kultury[39] – Jaworski Ośrodek Kultury (JOK) ma dwa działy. Pierwszy to dział promocji który promuje koncerty, odczyty, wystawy (również w Teatrze), akademie itp. Drugim działem jest dział instruktorsko-merytoryczno-edukacyjny, którego zadaniem jest popularyzacja sztuki w dziedzinach takich jak taniec, plastyka, fotografia.
- Miejska Biblioteka Publiczna

### Jaworskie Koncerty Pokoju
Coroczny międzynarodowy festiwal muzyki kameralnej organizowany od 1995 r. Koncerty odbywają się od maja do września. Wykonawcy muzyki kameralnej pochodzą z Polski, Czech i Niemiec, i koncertują w zabytkowych wnętrzach Kościoła Pokoju. Dotychczas występowali: Chór Poznańskie Słowiki pod dyr. Stefana Stuligrosza, Windsbacher Knabenchor, Chór Uniwersytetu Wrocławskiego „Gaudium”, Kameralna Orkiestra „Leopoldinum”, Orkiestra Amadeus pod dyrekcją Agnieszki Duczmal, Orkiestra Symfoniczna Filharmonii Sudeckiej, Spirituals Singers Band, Kwartet Wilanów, Camerata Cracovia, Zespół Folkowy „Sierra Manta”, Brandenburgischer Kamerchor, Ledl Jazz Quintet i wielu innych.

### Międzynarodowe Targi Chleba
Międzynarodowe Targi Chleba w Jaworze odbywają się od 1997 r. zawsze na przełomie sierpnia i września (najczęściej w ostatni weekend sierpnia). Przez 3 dni można oglądać tradycyjne wytwarzanie produktów cukierniczych i piekarniczych, dokonać degustacji wyrobów i zapoznać się z ludowymi i chrześcijańskimi tradycjami związanymi z wypiekiem pieczywa. W trakcie imprezy rozstrzygane są również ogólnopolskie konkursy „Dobry Chleb”, „Piekarz Roku” i „Bezpieczna Piekarnia”. Z powodu braku funduszy w latach 2012–2013 Międzynarodowe Targi Chleba zostały odwołane.

## Wspólnoty wyznaniowe

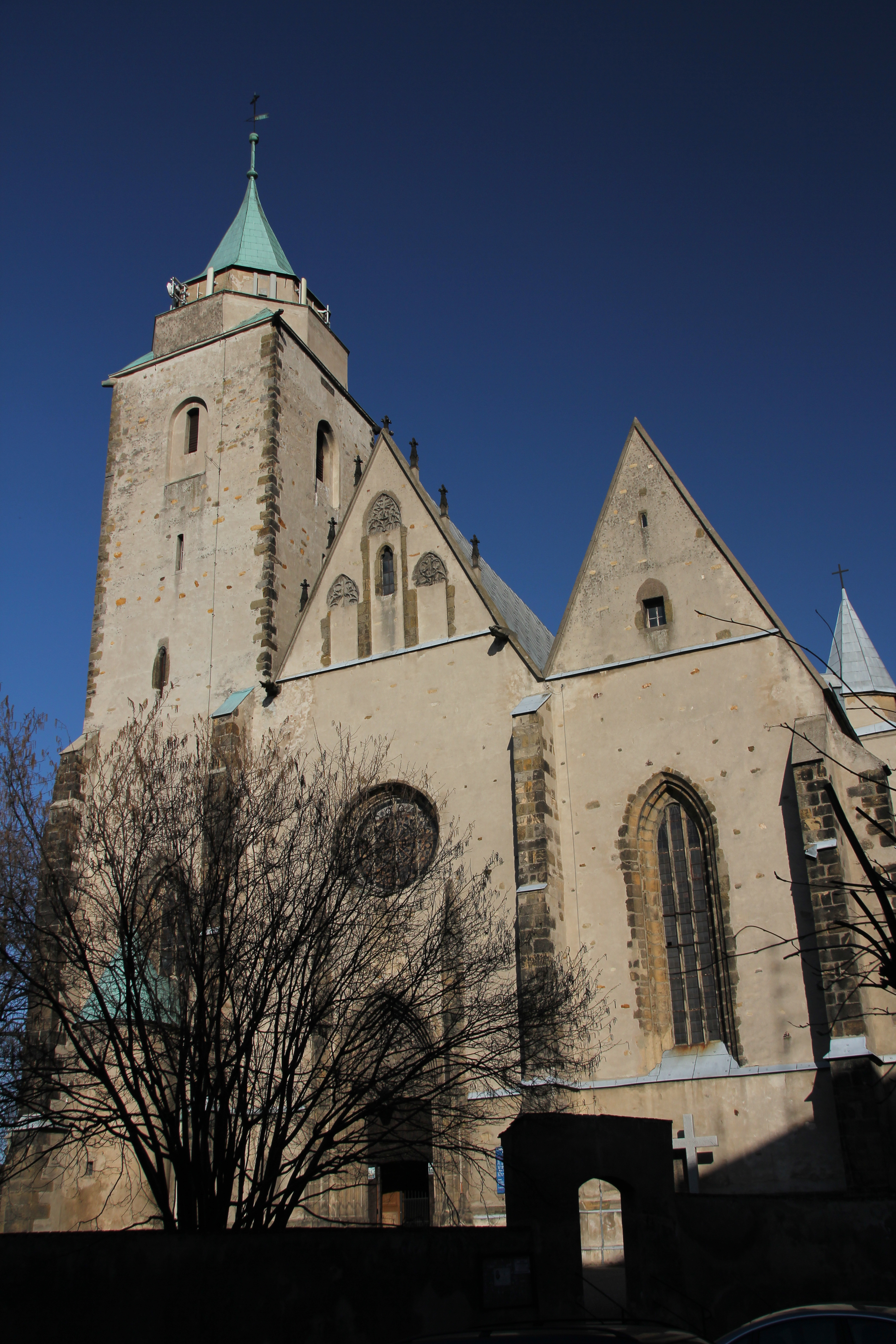
Kościół św. Marcina

Na terenie miasta działalność religijną prowadzą następujące Kościoły i związki wyznaniowe:
- Kościół rzymskokatolicki:
  - parafia pw. Matki Boskiej Różańcowej[43]
  - parafia pw. Miłosierdzia Bożego[44]
  - parafia pw. Św. Marcina[45]
  - parafia pw. Św. Brata Alberta[46]
- Kościół Chrześcijan Wiary Ewangelicznej:
  - Zbór „Siloah”[47]
- Kościół Ewangelicko-Augsburski:
  - parafia w Jaworze[48]
- Kościół Zielonoświątkowy:
  - Zbór „Filadelfia” w Jaworze[49][50]
- Świadkowie Jehowy[51]:
  - zbór Jawor (Sala Królestwa ul. Myśliborska 32)[52]

## Rekreacja
W mieście istnieją m.in.: kryta pływalnia „Słowianka”, basen letni oraz kompleks rekreacyjny z sauną i siłownią. Nie mniejszą ofertę prezentuje Ośrodek Sportu i Rekreacji „Jawornik” – znajdują się w nim m.in. korty tenisowe, pole namiotowe, boisko do gry w piłkę siatkową. Około 5 km od Jawora w miejscowości Myślibórz znajduje się florystyczny rezerwat przyrody Wąwóz Myśliborski, jedyne w Sudetach miejsce występowania paproci – języcznika zwyczajnego. Rezerwat ma powierzchnię 9,72 ha, a ochronie ścisłej podlega 0,9 ha. Niedaleko od miasta znajduje się także zbiornik retencyjny Słup.

## Sport
Kluby sportowe Jawora:
- Klub Sportowy Olimpia Jawor – istniejący od 1990 roku. Reprezentuje piłkę siatkową. Wychowanką klubu jest m.in. Katarzyna Mroczkowska, obecnie zawodniczka Gwardii Wrocław, wielokrotna medalistka Mistrzostw Świata i Europy w kategoriach młodzieżowych, była reprezentantka Polski, laureatka Nagrody Miasta Jawora. Największym sukcesem klubu jest awans w sezonie 2003/2004 do I ligi.
- Klub Sportowy Sparta Stary Jawor – powstał w 1995 r. i nosił nazwę Cukrownik Jawor. Założycielami klubu byli przede wszystkim pracownicy Cukrowni Jawor. W latach 1999, 2000, 2001 klub występował w klasie rozgrywkowej „A”. W grudniu 2003 r. klub zmienił nazwę na Sparta Stary Jawor. Reprezentuje piłkę nożną.
- MKS Victoria Jawor – reprezentuje akrobatykę sportową, a dokładnie skoki na trampolinie; klub ten wychował wielu mistrzów Polski i świata, obecnie jest to jeden z najsilniejszych klubów w Polsce w tej dyscyplinie.
- MRKS Kuźnia Jawor – grający obecnie w okręgowej lidze. Wychowankowie to m.in. Zbigniew Wójcik i Piotr Przerywacz; epizod w jaworskim klubie miał również Mariusz Ujek. Obecnym trenerem drużyny seniorów jest Piotr Przerywacz.
- Javoria Jawor – istniejący od 1992 roku. Reprezentuje koszykówkę. W przeszłości grał tu m.in. Tomasz Wilczek, wielokrotny mistrz polskiej ligi w barwach Śląska Wrocław.

W Jaworze cyklicznie organizowany jest Półmaraton Jaworski.

## Miasta partnerskie[55]
- Turnov (od 1999 roku)
- Niska (od 2001 roku)
- Berdyczów (od 2003 roku)
- Roseto degli Abruzzi (od 2003 roku)
- Niepołomice (od 2006 roku)
- Złotonosza (od 2021 roku)[56]

## Honorowi Obywatele Miasta Jawora
- Stefan Mielczarek[57] – uchwałą nr XXXIV/197/96 z dnia 30.10.1996 r.
- ks. prałat Walenty Szałęga[58] – uchwałą nr XXXIV/197/96 z dnia 30.10.1996 r.
- Józef Ziętek[59] – uchwałą nr XXXIV/197/96 z dnia 30.10.1996 r.
- Reinhard Blaschke[60] – uchwałą nr XIV/95/99 z dnia 27.10.1999 r.
- Aleksander von Freyer[61]– uchwałą nr XXV/199/2000 z dnia 27.10.2000 r.
- Aleksander Pruszkowski[62] – uchwałą nr XXV/200/2000 z dnia 27.10.2000 r.
- Wiesław Kozikowski[63] – uchwałą nr XXXVI/267/01 z dnia 24.10.2001 r.
- Andrzej Tomaszewski[64] – uchwałą nr XLIX/356/02 z dnia 9.10.2002 r.
- Jan Rybotycki[65] – uchwałą nr XIX/114/03 z dnia 29.10.2003 r.
- ks. prałat Zbigniew Tracz[66] – uchwałą nr XXXIV/198/04 z dnia 27.10.2004 r.
- Tadeusz Caban[67][68] – uchwałą nr LVII/286/05 z dnia 26.10.2005 r.
- Edward Gaździcki[69][70]  – uchwałą nr LXX/356/06 z dnia 25.10.2006 r.
- Urszula Karolina Spilarewicz[71] – uchwałą nr XIV/77/07 z dnia 7.11.2007 r.
- ks. kanonik Waldemar Hawrylewicz[72] – uchwałą nr XXVII/146/08 z dnia 29.10.2008 r.